# Aa trilobulata
Lan a ba thùy (danh pháp hai phần: Aa trilobuata) là một loài thực vật có hoa trong họ Lan (Orchidaceae). Loài này được Rudolf Schlechter miêu tả khoa học đầu tiên năm 1922.